# Blok silnika

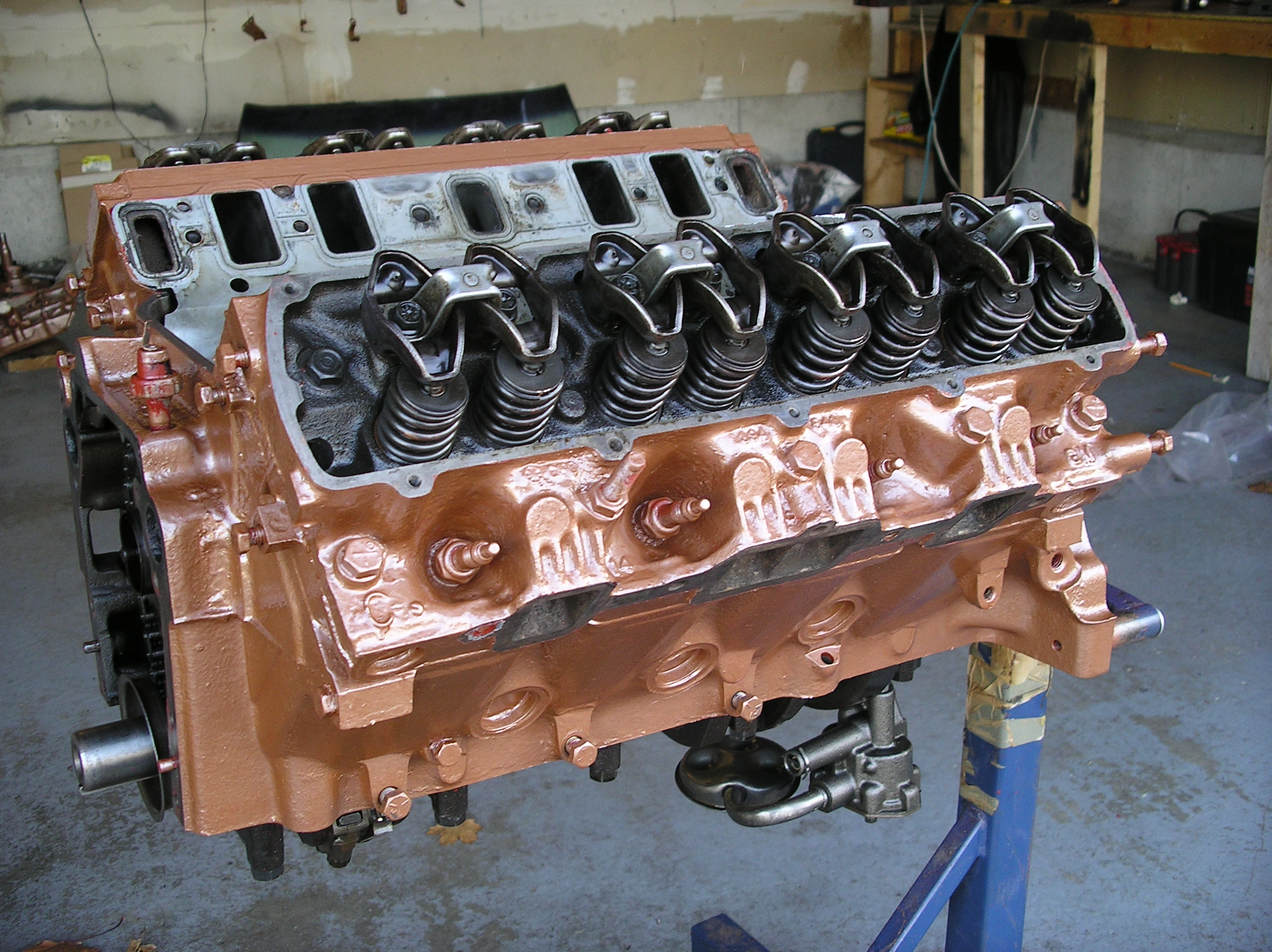
Blok silnika Oldsmobile 400

Blok silnika – główny element konstrukcyjny tłokowego silnika spalinowego.

## Budowa
Blok silnika jest podstawą dla tulei cylindra, które mogą być wytoczone w korpusie bloku, lub wstawiane w postaci oddzielnego elementu. Te pierwsze są łatwiejsze do wykonania, lecz wymagają lepszego materiału do odlewu całego bloku, wstawiane zaś dają możliwość użycia tańszego materiału do wykonania reszty bloku. Wstawiane tuleje cylindrowe upraszczają naprawę silnika. Nie licząc tulei cylindrowych, blok jest zazwyczaj dwuczęściowy, ze względu na konieczność zamontowania w nim układu tłokowo-korbowego. Z jednej strony montuje się głowicę silnika, z drugiej miskę olejową. Blok posiada również uchwyty do zamontowania całej jednostki w komorze silnika.
W bloku znajdują się kanały przepływu cieczy chłodzącej (silniki chłodzone cieczą), kanały doprowadzające olej do głowicy i odprowadzające go z powrotem do miski olejowej.
Kształt bloku uwarunkowany jest układem cylindrów.
Blok silnika lub inaczej kadłub silnika spalinowego wykonany jest zazwyczaj z żeliwa lub ze stopu aluminium z dodatkiem krzemu .
Stanowi on (razem z głowicą lub głowicami) obudowę dla układu korbowego i rozrządu silnika, umożliwia mocowanie osprzętu silnika (np. cylindry) lub może w sobie zawierać cylindry (są one w nim odlane), służy do mocowania silnika w pojeździe.
Głowica służy do zamknięcia od góry przestrzeni roboczej cylindrów, w głowicy znajdują się zawory, a przy rozrządzie OHC i DOHC - również wałek rozrządu.
W kadłubie i głowicy wykonane są otwory przepływu oleju silnika i cieczy chłodzącej lub powietrza.
Kadłub (blok silnika) składa się z dwóch elementów:
- bloku cylindrowego (tuleje cylindrowe lub cylindry),
- skrzyni korbowej (mieści się w niej wał korbowy; dolną część stanowi zbiornik oleju tzw. miska olejowa, która zamyka od dołu silnik).

Oba ww. elementy (tj. blok cylindrowy i skrzynia korbowa) mogą stanowić razem całość konstrukcji lub mogą być wykonane oddzielnie.